# Bojan Ušeničnik
Bojan Ušeničnik, slovenski veteran vojne za Slovenijo, * 1942, † 2002.
Pozneje je bil direktor Uprave Republike Slovenije za zaščito in reševanje.

## Odlikovanja in nagrade
Leta 1992 je prejel častni znak svobode Republike Slovenije z naslednjo utemeljitvijo: »za izjemne zasluge pri obrambi svobode in uveljavljanju suverenosti Republike Slovenije«.